# Frederic Remington Art Museum
Frederic Remington Art Museum är ett konstnärsmuseum i Parish Mansion i Ogdensburg i delstaten New York i USA, som är tillägnat Frederic Remingtons livsverk, med målningar, skisser and skulpturer. 
Eva Remington (1859–1918) var änka efter Frederic Remington, som dog 1909. Hennes efterlämnade egendom blev Remington Art Memorial 1923.  Sedan dess har konstsamlingen utökats genom inköp och donationer och har döpts om till Frederic Remington Art Museum.

## Museibyggnaden
Museibyggnaden ritades av Benjamin Latrobe och uppfördes 1810 som privatbostad av den tyskfödde finansmannen David Parish (1778–1826),  som bodde där till 1816. Andra medlemmar av hans familj har senare bott i huset till 1860-talet. Eva Remington flyttade in i huset som gäst hos Frederic Remingtons vän George Hall efter Remingtons död 1909. Hon bodde i det tillsammans med sin syster till sin död 1918.